# Rubacer columbianum
Rubacer columbianum là loài thực vật có hoa trong họ Hoa hồng. Loài này được (Millsp.) Rydb. miêu tả khoa học đầu tiên năm 1903.